# 艾登鎮區 (北卡羅萊納州皮特縣)
艾登鎮區（英語：Ayden Township）是位於美國北卡羅萊納州皮特縣的一個鎮區。

## 地方資料
艾登鎮區的面積為88.31平方千米，皆為陸地。根據2020年美國人口普查的數據，當地共有人口7637人，而人口密度為每平方千米86.48人。